# 油島車站
油島車站（日语：／ Yushima eki */?）是一由東日本旅客鐵道（JR東日本）的所經營鐵路車站，位於日本岩手縣一關市花泉町油島字蒲之脇（蒲ノ脇）。油島是JR東北本線沿線的一個無人小站，屬JR東日本盛岡支社管轄的車站之一，由一之關車站負責管理。

## 車站結構
對向式月台2面2線的地面車站。各月台以跨線天橋連接。

### 月台配置
| 月台   | 路線      | 方向 | 目的地           |
| ------ | --------- | ---- | ---------------- |
| 站舍側 | ■東北本線 | 下行 | 一之關方向       |
| 對側   | ■東北本線 | 上行 | 小牛田、鹽釜方向 |

## 相鄰車站
東日本旅客鐵道
■東北本線
石越－油島－花泉

## 外部連結
- （日語）油島車站（JR東日本） （页面存档备份，存于）